# Grand Prix (Teenage Fanclub)
Grand Prix è il quinto album in studio del gruppo musicale britannico Teenage Fanclub, pubblicato nel 1995.

## Tracce
1. About You – 2:41 (Raymond McGinley)
2. Sparky's Dream – 3:17 (Gerard Love)
3. Mellow Doubt – 2:42 (Norman Blake)
4. Don't Look Back – 3:43 (Love)
5. Verisimilitude – 3:31 (McGinley)
6. Neil Jung – 4:48 (Blake)
7. Tears – 2:43 (Blake)
8. Discolite – 3:07 (Love)
9. Say No – 3:12 (McGinley)
10. Going Places – 4:28 (Love)
11. I'll Make It Clear – 2:33 (Blake)
12. I Gotta Know – 3:27 (McGinley)
13. Hardcore/Ballad – 1:48 (Blake)

## Formazione
- Norman Blake – voce, chitarra
- Gerard Love – voce, basso
- Raymond McGinley – chitarra, voce
- Paul Quinn – batteria